# Bèr Brueren
Hubert (Bèr) Brueren (Velden, 7 maart 1929 - Venlo, 30 november 2000) was een Nederlandse voetballer die tijdens zijn profloopbaan voor Sportclub Venlo '54 en VVV uitkwam.

## Carrière
Bij de start van het betaald voetbal in 1954 maakte Brueren de overstap van de plaatselijke amateurclub IVO naar de profs van Sportclub Venlo '54. Daar maakte hij op 2 oktober 1954 zijn debuut in een uitwedstrijd bij Alkmaar '54 (3-3), als invaller voor Pierre Driessen. Nog geen twee maanden later, na het samengaan van NBVB en KNVB, keerde de Veldenaar terug naar VVV dat gefuseerd was met Sportclub Venlo. Ook bij VVV bleef Bruerens optreden beperkt tot één invalbeurt, toen hij op 26 juni 1955 tijdens een thuiswedstrijd tegen de latere landskampioen Eindhoven (4-0) na rust inviel voor Hay Lamberts. Een jaar later kreeg Brueren geen nieuw contract meer aangeboden en in de zomer van 1956 verruilde hij de Venlose club voor de amateurs van IVO uit zijn geboortedorp. Brueren overleed in 2000 op 71-jarige leeftijd.

## Profstatistieken
| Seizoen         | Club                | Competitie      | Competitie | Competitie | Beker | Beker | Overige | Overige | Totaal | Totaal |
| Seizoen         | Club                | Competitie      | Wed.       | Dlp.       | Wed.  | Dlp.  | Wed.    | Dlp.    | Wed.   | Dlp.   |
| --------------- | ------------------- | --------------- | ---------- | ---------- | ----- | ----- | ------- | ------- | ------ | ------ |
| 1954            | Sportclub Venlo '54 | NBVB            | 1          | 0          | —     | —     | —       | —       | 1      | 0      |
| 1954/55         | VVV                 | Eerste klasse D | 1          | 0          | —     | —     | —       | —       | 1      | 0      |
| 1955/56         | VVV                 | Hoofdklasse A   | 0          | 0          | —     | —     | —       | —       | 0      | 0      |
| Carrière totaal | Carrière totaal     | Carrière totaal | 2          | 0          | 0     | 0     | 0       | 0       | 2      | 0      |